# توسکانینی جوان
توسکانینی جوان (به انگلیسی: Young Toscanini؛ به ایتالیایی: Il giovane Toscanini) فیلمی در ژانر موزیکال به کارگردانی فرانکو زفیرلی است که در سال ۱۹۸۸ منتشر شد. این فیلم دربارهٔ ابتدای فعالیت هنری و زندگی عاشقانه آرتورو توسکانینی رهبر ارکستر در سال ۱۸۸۶ در ریو دو ژانیرو می‌باشد.

## بازیگران
- سی توماس هوول
- الیزابت تیلور
- سوفی وارد
- فیلیپ نوآره
- فرانکو نرو
- جان ریس-دیویس
- ژان-پیر کسل
- کارلو برگونسی
- والنتینا کورتس